# Гран-прі поліцейської літератури
Гран-прі поліцейської літератури (фр. Grand prix de littérature policière) — французька літературна премія, заснована 1948 року письменником і літературознавцем Морісом-Бернаром Ендребе (Maurice-Bernard Endrèbe). Нею нагороджують найкращих французьких та зарубіжних авторів детективних романів, які опубліковані у рік присудження премії. Журі складається з десяти відомих особистостей зі світу літератури.

## Французькі романи
1940-і роки
- 1948 — Le Cinquième Procédé[fr] (П'ятий процес), Лео Мале (Léo Malet);
- 1949 — La parole est au mort (Умовно-дострокове звільнення від смерті), Одетта Соренсен (Odette Sorensen[fr]);

1950-і роки
- 1950 — Jeux pour mourirr (Ігри на смерть), Гео-Шарль Веран (Géo-Charles Véran[fr]);
- 1951 — Fumées sans feu (Дим без вогню стелиться повз), Жак і Жермен Декре (Jacques Decrest et Germaine Decres[fr]);
- 1952 — Passons la monnaie (Передати валюту), Андре Пільжан (André Piljean[fr]);
- 1953 — Opération Odyssée (Операція «Одіссей»), Жан-Пьєр Конті (Jean-Pierre Conty[en]);
- 1954 — La Beauté qui meurt (Краса, яка помирає), Франсуа Бріньйо (François Brigneau[en]);
- 1955 — Assassin mon frère par (Вбити мого брата), Жіль-Моріс Дюмолін (Gilles-Maurice Dumoulin[fr]);
- 1956 — Les Petites Mains de la Justice (Маленькі руки справедливості), Гі Венейр (Guy Venayre[fr]) і Pleins feux sur Sylvie (У центрі уваги Сильвія), Мішель Лебрен (Michel Lebrun[fr]) (порівну);
- 1957 — Le bourreau pleure (Кат плаче), Фредерік Дар (Frédéric Dard[en]);
- 1958 — On n'enterre pas le dimanche (У неділю не ховаємо), Фред Кассак (Fred Kassak[fr]);
- 1959 — Deuil en rouge (Траур у червоному), Поль Жеррар (англ. Paul Berna);

1960-і роки
- 1960 — Les Mantes religieuses (The Praying Mantises[en]; Богомоли), Юбер Монтельє (Hubert Monteilhet[en]);
- 1961 — не присуджувалася;
- 1962 — Le Procès du diable (Суд диявола), П'єр Форкен (Pierre Forquin[fr]);
- 1963 —  Piège pour Cendrillon (Пастка для Попелюшки), Себастьян Жапрізо (фр. Sébastien Japrisot);
- 1964 — La Jeune Morte (Молоді мерці), Мішель Карнал (Michel Carnal[fr]);
- 1965 — Bateau en Espagne (Човен в Іспанії), Марк Делорі (Michel Duchein aka Marc Delory[fr]);
- 1966 — L'Interne de service (Внутрішнє обслуговування), Лоуренс Оріол (Noëlle Loriot aka Laurence Oriol[fr])
- 1967 — Le crocodile est dans l'escalier (Крокодил на сходах), Жан-П'єр Алем (Jean-Pierre Alem[fr])
- 1968 — Un beau monstre (Прекрасний монстр), Доменік Фабр (Dominique Fabre[fr])
- 1969 — Drôle de pistolet (Смішний пістолет), Френсіс Рік (Francis Ryck[en])

1970-і роки
- 1970 — Zigzags (Зигзаги), Поль Андреота (Paul Andréota)
- 1971 — L'Assassin maladroit (Незграбний вбивця), Рене Реувен (René Reouven[fr])
- 1972 — Le Canal rouge (Червоний канал), Жильбер Танугі (Gilbert Tanugi[fr])
- 1973 — Ô dingos, ô châteaux ![fr] (О динго, о замки!), Жан-Патрік Маншетт (фр. Jean-Patrick Manchette)
- 1974 — De 5 à 7 avec la mort (Від 5 до 7-ї зі смертю), Андре-Поль Дюшато (André-Paul Duchâteau[en])
- 1975 — Un incident indépendant de notre volonté (Інцидент поза нашим контролем), Івон Туссен (Yvon Toussaint[fr])
- 1976 — Les Sirènes de minuit (Опівнічні сирени), Жан-Франсуа Коатме (Jean-François Coatmeur[en])
- 1977 — La Plus Longue Course d'Abraham Coles, chauffeur de taxi (Найдовша пробіжка Авраама Коулза, водія таксі), Крістофер Діябле (Claude Brami aka Christopher Diable[fr])
- 1978 — Dénouement avant l'aube (Кінець до світанку), Мадлен Кудре (Madeleine Coudray[en])
- 1979 — Le Salon du prêt-à-saigner (Салон кровопускань), Жозеф Біало (Joseph Bialot[fr])

1980-і роки
- 1980 — Le Crime d'Antoine (Злочин Антуана), Доменік Руле (Dominique Roulet[fr])
- 1981 — Reflets changeants sur mare de sang, L'Unijambiste de la côte 284 et Aime le maudit (Змінні відображення калюжі крові, одноногий чоловік з пагорба 284 і любов проклятого), П'єр Сін'як (Pierre Siniac[en])
- 1982 — L'Audience solennelle (Урочиста аудієнція), Жан-П'єр Кабанес (Jean-Pierre Cabanes[fr])
- 1983 — Collabo-song[fr] (Коллабо-пісня), Жан Мазарін (René-Charles Rey aka Jean Mazarin[fr])
- 1984 — Sur la terre comme au ciel (На землі як на небі), Рене Беллетто (René Belletto[en])
- 1985 — Meurtres pour mémoire[fr] (Вбивства заради пам'яті), Дідьє Денінкс (Didier Daeninckx[en])
- 1986 — N'oubliez pas l'artiste (Не забувайте про художника), Жерар Дельтейл (Gérard Delteil[fr]) та La Queue du scorpion (Хвіст скорпіона), Крістіан Гернігон (Christian Gernigon[fr])
- 1987 — Trois morts au soleil (Троє мерців на сонці), Жак Садуль (Jacques Sadoul[fr])
- 1988 — Aix abrupto (Раптово), Жан-Поль Демюр (Jean-Paul Demure[fr])
- 1989 — Un gros besoin d'amour (Велика потреба в любові), Тіто Топін (Tito Topin[fr])

1990-і роки
- 1990 — Billard à l'étage (Більярд нагорі), Мішель Квінт (Michel Quint[en])
- 1991 — Hôpital souterrain (Підземна лікарня), Ерве Жавен (Hervé Jaouen[fr])
- 1992 — La Commedia des ratés (Комедія невдач), Тоніно Бенаквіста (Tonino Benacquista)
- 1993 — Boulevard des ombres (Бульвар тіней), Поль Кутюр'ю (Paul Couturiau[fr])
- 1994 — Tiré à part (Офіційний друк), Жан-Жак Фіштер (Jean-Jacques Fiechter[fr])
- 1995 — La Main morte (Мертва рука), Філіпп Юєт (Philippe Huet[fr])
- 1996 — Ambernave (Янтарний навік), Жан-Юг Оппель (Jean-Hugues Oppel[fr])
- 1997 — La Mort des bois (Смерть лісу), Бріджітт Обер (Brigitte Aubert[en])
- 1998 — Sans homicide fixe (Без зафіксованого вбивства), Серж Гардебле (Serge Garde aka Serge Gardebled[fr])
- 1999 — La Paresse de Dieu (Божий лінивець), Лоран Бенегі (Laurent Bénégui[fr])

2000-і роки
- 2000 — Du bruit sous le silence (Шум під тишею), Паскаль Дессент (Pascal Dessaint[fr])
- 2001 — Chasseurs de têtes (Мисливці за головами), Мішель Креспі (Michel Crespy[fr])
- 2002 — Les Brouillards de la butte (Тумани кургану), Патрік Печеро (Patrick Pécherot[fr])
- 2003 — L'Ivresse des dieux (Пьянства богів), Лоран Мартін (Laurent Martin[fr])
- 2004 — Double Peine (Подвійне покарання), Вірджині Брак (Virginie Brac[fr]) та  Les Silences de Dieu (Мовчання бога), Жильбер Сіноуе (Gilbert Sinoué[en])
- 2005 — Le Dernier Testament (Останній заповіт), Філіп Ле Рой (Philip Le Roy[fr])
- 2006 — La Colère des enfants déchus[fr] (Гнів загиблих дітей), Катрін Фрадьє (Catherine Fradier[fr])
- 2007 — Citoyens clandestins[fr] (Нелегальні громадяни), ДОА (DOA[fr])
- 2008 — Zulu (Зулу), Керіл Ферей (Caryl Férey[fr])
- 2009 — Les Cœurs déchiquetés (Розірвані серця), Ерве Ле Корре (Hervé Le Corre[fr])

2010-і роки
- 2010 — Adieu Jérusalem (Прощавай Єрусалим), Александра Шварцброд (Alexandra Schwartzbrod[fr])
- 2011 — L'Honorable Société[fr] (Почесне товариство), ДОА (DOA[fr]) і Домінік Манотті (Dominique Manotti[en])
- 2012 — Arab jazz (Арабський джаз), Карім Маске (Karim Miské[en])
- 2013 — Des nœuds d'acier (Сталеві вузли), Сандрін Коллетт (Sandrine Collette[fr])
- 2014 — Pur (Чистий), Антуан Шайнас (Antoine Chainas[fr])
- 2015 — Derrière les panneaux il y a des hommes (На панелі стоять чоловіки), Жозеф Інкардона (Joseph Incardona[fr])
- 2016 — Un trou dans la toile (Діра в павутинні), Люк Хромарат (Luc Chomarat[fr])
- 2017 — La Daronne (Мати), Ханнелоре Кейр (Hannelore Cayre[fr])
- 2018 — L’Été circulaire (Круговий літ), Маріон Брюне (Marion Brunet[fr])
- 2019 — Le Cherokee (Черокі), Річард Моржьє (Richard Morgiève[fr])

2020-і роки
- 2020 — La Fabrique de la terreur (Фабрики терору), Фредерік Полін (Frédéric Paulin[fr])
- 2021 — Rosine, une criminelle ordinaire (Розіна, звичайний злочинець), Сандрін Коен (Sandrine Cohen[fr])
- 2022 — Le Carré des indigents (Площа знедолених), Гью Паган (Hugues Pagan[fr])
- 2023 — Darwyne (Дарвін), Colin Niel[fr] (Колін Ніл)

## Зарубіжні романи
1940-і роки
- 1948 — The Bellamy Trial (Судовий процес Белламі), Франсес Ноєс Гарт (Frances Noyes Hart[en])
- 1949 — Puzzle for Pilgrims (Головоломка для паломників), Патрик Квентін (Patrick Quentin[en])

1950-і роки
- 1950 — After Midnight[en] (Після опівночі), Марта Олбранд (Martha Albrand[en])
- 1951 — The Red Right Hand (Червона права рука), Джоель Таунслі Роджерс (Joel Townsley Rogers[en])
- 1952 — Follow As the Night (Йти слідом за ніччю), Патриція Макгерр (Patricia McGerr[en])
- 1953 — The End Is Known[en] (Кінець відомий), Джеффрі Голідей Голл (Geoffrey Holiday Hall) і Horns for the Devils (Роги для дияволів), Луї Маль (Louis Malle)
- 1954 — The Body in Grant's Tomb (Тіло в могилі Гранта), Корнел Вулріч (Cornell Woolrich)
- 1955 — Death in Captivity[en] (Смерть у полоні), Michael Gilbert[en] (Майкл Гілберт)
- 1956 — The Desperate Hours[en] (Відчайдушні години), Joseph Hayes[en] (Джозеф Гейес) і Nothing in Her Way (Ніщо на її дорозі), Чарлз  Вільямс (Charles Williams)
- 1957 — Талановитий містер Ріплі (The Talented Mr. Ripley), Патриція Гайсміт, (Patricia Highsmith)
- 1958 — The Five-Cornered Square[fr] (Площа з п'ятьма кутами), Честер Гаймс (Chester Himes)
- 1959 — Orders to Kill (Накази вбити), Donald Downes[fr] (Дональд Давнс)

1960-і роки
- 1960 — The Evil of the Day[en] (Злоба дня), Thomas Sterling[fr] (Томас Стерлінг)
- 1961 — не присуджено
- 1962 — The Green Stone (Зелений камінь), Сюзанна Бланк (Suzanne Blanc)
- 1963 — The Ballad of the Running Man (Балада бігуна), Shelley Smith[fr] (Шеллі Сміт)
- 1964 — A Key to the Suite (Ключ від апартаментів), Джон Д. Макдональд (John D. MacDonald)
- 1965 — Gun Before Butter (Зброя замість масла), Nicolas Freeling[en] (Ніколас Фрілінг)
- 1966 — The Berlin Memorandum[en] (Меморандум Квіллера), Elleston Trevor[en] (Еллістон Тревор як Адам Голл)
- 1967 — I Start Counting[en] (Я починаю рахувати), Audrey Erskine Lindop[en] (Одрі Ерскін Ліндоп)
- 1968 — Traditori di tutti[it] (Тенета зради), Джорджо Щербаненко (Giorgio Scerbanenco)
- 1969 — Дочка часу, Джозефіна Тей і Fire, Burn![en] (Гори відьмо!), Джон Діксон Карр (John Dickson Carr)

1970-і роки
- 1970 — Tò láthos (Там файл), Antonis Samarakis[en] (Антоніс Самаракіс)
- 1971 — Hændeligt uheld (Задумай число), Андерс Боделсен (Anders Bodelsen) та The Ledger (Головна книга), Дороті Інак (Dorothy Uhnak)
- 1972 — The Children Are Watching (Діти спостерігають), Laird Koenig[en] (Лайрд Кьоніг) і Peter Dixon[fr] (Пітер Діксон)
- 1973 — Millie (Міллі), Е. В. Каннінгем (Howard Fast aka E. V. Cunningham)
- 1974 — Mirror, Mirror, on the Wall (Дзеркало, дзеркало, скажи мені), Стенлі Еллін (Stanley Ellin)
- 1975 — The Dark Number (Темний номер), Edward Boyd[en] (Едвард Бойд) і Roger Parkes[fr] (Роджер Паркес)
- 1976 — Doctor Frigo[en] (Доктор Фріго), Ерік Емблер (Eric Ambler)
- 1977 — City of the Dead (Місто мертвих), Herbert Lieberman[en] (Герберт Ліберман)
- 1978 — And on the Eighth Day (І на восьмий день), Еллері Квін (Ellery Queen)
- 1979 — Катар (Katar), Станіслав Лем (Stanisław Lem)

1980-і роки
- 1980 — A Stranger Is Watching[en] (Незнайомець спостерігає), Мері Хіггінс Кларк (Mary Higgins Clark)
- 1981 — Los mares del Sur[es] (Південні моря), Мануель Васкес Монтальбан (Manuel Vázquez Montalbán)
- 1982 — Party of the Year (Вечірка року), John Crosby (Джон Кросбі)
- 1983 — No Comebacks[en] (Без повернень), Фредерік Форсайт (Frederick Forsyth)
- 1984 — The Maine Massacre (Різанина в Мейні), Янвіллем ван де Ветерінг (Janwillem van de Wetering)
- 1985 — Swing, Swing Together (Гойдаємось, гойдаємось разом), Пітер Ловсі (Peter Lovesey)
- 1986 — City Primeval[en] (Первісне місто), Елмор Леонард, (Elmore Leonard)
- 1987 — Dance Hall of the Dead[en] (Танцювальна зала мертвих), Тоні Гіллерман (Tony Hillerman)
- 1988 — A Taste for Death[en] (Смак смерті), Філліс Дороті Джеймс (Phyllis Dorothy James) і Strega[en] (Чарівниця), Andrew Vachss[en] (Ендрю Ваксс)
- 1989 — Snowbound (Засніжений), Білл Пронзіні (Bill Pronzini)

1990-і роки
- 1990 — A Great Deliverance[en] (Велике звільнення), Елізабет Джордж (Elizabeth George)
- 1991 — Мовчання ягнят (The Silence of the Lambs), Томас Гарріс (Thomas Harris)
- 1992 — Black Cherry Blues (Чорновишневий блюз), Джеймс Лі Берк (James Lee Burke)
- 1993 — Фламандська дошка (La tabla de Flandes), Артуро Перес-Реверте (Arturo Pérez-Reverte)
- 1994 — Cabal[en] (Кабала), Michael Dibdin[en] (Майкл Дібдін)
- 1995 — Degree of Guilt (Ступінь вини), Richard North Patterson[en] (Річард Норт Паттерсон)
- 1996 — The Alienist[en] (Алієніст), Caleb Carr[en] (Калеб Карр)
- 1997 — Imperfect Strangers (Недосконалі незнайомці), Стюарт Вудс (Stuart Woods)
- 1998 — Shadow Play (Тінь грає), Frances Fyfield[en] (Франсес Файфілд)
- 1999 — Blood Work[en] (Кривава робота), Майкл Коннеллі (Michael Connelly)

2000-і роки
- 2000 — River of Darkness (Річка темряви), Rennie Airth[en] (Ренні Ерт)
- 2001 — In a Dry Season[en] (У сухий сезон), Peter Robinson[en] (Пітер Робінсон)
- 2002 — One Foot in the Grave (Однією ногою в могилі), Пітер Дікінсон (Peter Dickinson)
- 2003 — Dead Before Dying[en] (Мертвий перед смертю), Deon Meyer[en] (Деон Мейер)
- 2004 — The Analyst (Аналітик), John Katzenbach[en] (Джон Катценбах)
- 2005 — Dead Souls[en] (Мертві душі), Ієн Ренкін (Ian Rankin)
- 2006 — Librarian (Бібліотекар), Larry Beinhart[en] (Ларрі Бейнгарт)
- 2007 — Röddin / Voices[en] (Голос), Арнальдур Індрідасон (Arnaldur Indriðason)
- 2008 — The Ice Princess[en] (Льодова принцеса), Камілла Лекберг (Camilla Läckberg)
- 2009 — Priest (Священник), Ken Bruen[en] (Кен Бруен)

2010-і роки
- 2010 — Twilight (Сутінки), Вільям Гей
- 2011 — Limassol (Лімасол), Yishai Sarid[en] (Яшай Сарід)
- 2012 — The Devil All the Time[en] (Диявол весь час), Donald Ray Pollock[en] (Дональд Рей Поллок)
- 2013 — The Killer Is Dying (Вбивця помирає), James Sallis[en] (Джеймс Салліс)
- 2014 — The Cove[en] (Бухта), Ron Rash[en] (Рон Реш)
- 2015 — Un millón de gotas (Мільйон крапель), Víctor del Árbol[es] (Віктор дел Арбол)
- 2016 — Perro muerto (Мертвий пес), Boris Quercia[es] (Борис Кверціа)
- 2017 — Sanning med modifikation[sv] (Модифікована правда), Sara Lövestam[sv] (Сара Левестам)
- 2018 — No Tomorrow (Не завтра), Jake Hinkson[fr] (Джейк Гінкінсон)
- 2019 — Green Sun (Зелене сонце), Kent Anderson[en] (Кент Андерсон)

2020-і роки
- 2020 — Bearskin (Ведмежа шкіра), James A. McLaughlin[fr] (Джеймс Маклохлін)
- 2021 — Crvena voda (Червона вода), Jurica Pavičić[en] (Юріка Павічич)
- 2022 — American Predator (Американський хижак), Maureen Callahan[en] (Морін Каллаген)
- 2023 — Small Mercies[en] (Маленьке милосердя), Денніс Лігейн (Dennis Lehane)